# Chrysoprasis moerens
Chrysoprasis moerens är en skalbaggsart som beskrevs av White 1853. Chrysoprasis moerens ingår i släktet Chrysoprasis och familjen långhorningar.
Artens utbredningsområde är Venezuela. Inga underarter finns listade i Catalogue of Life.